# Edward H. Bennett

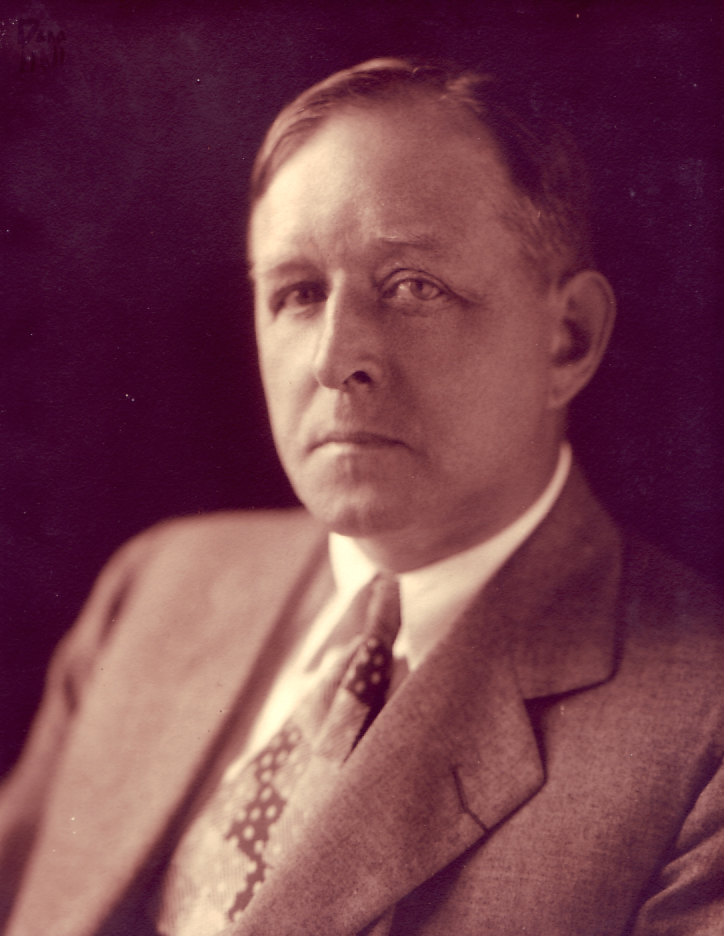
Edward H. Bennett (um 1935)

Edward Herbert Bennett (* 12. Mai 1874 in Cheltenham, England; † 18. Oktober 1954 in Tryon, North Carolina) war ein US-amerikanischer Architekt und Stadtplaner, der insbesondere für seine Mitarbeit am Plan of Chicago bekannt ist.

## Karriere
Edward H. Bennett wurde als Sohn von Edward Charles Bennett und dessen Ehefrau Margaret in Cheltenham in der Region Gloucestershire im Südwesten des Vereinigten Königreiches geboren und wuchs mit fünf Geschwistern in Bristol auf. Im Jahr 1890 wanderte Bennett in die Vereinigten Staaten aus und ließ sich zunächst in der Nähe von San Francisco nieder. Bis 1895 arbeitete Bennett dort als Assistent des Architekten Robert White. Auf Anraten des Architekten Bernard Maybeck ging Bennett schließlich nach Paris, wo er an der École des Beaux-Arts studierte, während des Studiums erhielt Bennett finanzielle Unterstützung von der Philanthropin Phoebe Hearst.
Nach dem Abschluss seines Studiums im Jahr 1902 kehrte Bennett in die Vereinigten Staaten zurück und verbrachte eine kurze Zeit in New York City, wo er für den Architekten George B. Post tätig war. Dieser machte Bennett mit Daniel Burnham bekannt, für den Bennett ab September 1904 als Assistent tätig war. Während seiner Zeit bei Burnham war Bennett Co-Autor des Plan of San Francisco aus dem Jahr 1906 und des Plan of Chicago im Jahr 1909.
Im Jahr 1910 machte Bennett sich als Architekt selbstständig. Im Januar 1913 wurde er beratender Architekt der Chicago Plan Commission. Bennett entwarf große Teile des Stadtbezirks Grant Park im Chicago Loop, außerdem war er in den 1910er-Jahren leitender Architekt beim Entwurf der DuSable Bridge in Downtown Chicago. Im Jahr 1924 schloss Bennett sich mit den Architekturbüros von William E. Parsons und Harry T. Frost zusammen, mit ihnen entwarf Bennett nach dem Vorbild des Plan of Chicago weitere Pläne, unter anderem für Minneapolis, Detroit, Portland und Ottawa. Von 1927 bis 1937 war Edward H. Bennett Vorsitzender des Board of Architects für die Planung des Federal Triangle in Washington, D.C. Nach den Toden seiner Geschäftspartner in den Jahren 1939 und 1944 beendete Bennett seine Tätigkeiten als Architekt.

## Privates
Bennett war ab dem 18. Oktober 1913 mit Catherine Jones verheiratet, im Jahr 1916 wurde der gemeinsame Sohn Edward H. Bennett Jr. geboren. Die Familie lebte in Lake Forest, einem Vorort von Chicago. Catherine Jones starb im Mai 1925 an den Folgen einer Scharlacherkrankung. Am 5. Januar 1930 heiratete Bennett seine zweite Ehefrau, Olive Mary Holden Mead, die zwei Kinder mit in die Beziehung brachte, die Ehe zwischen Bennett und Holden selbst blieb kinderlos. Im gleichen Jahr erwarb Bennett eine Farm in Mettawa, wo er fortan lebte.
Im Januar 1938 zog Bennett wieder nach Lake Forest um, des Weiteren besaß er Wohnsitze in Tryon, North Carolina, sowie in Abiquiú im Bundesstaat New Mexico. Bennett starb am 18. Oktober 1954 im Alter von 80 Jahren auf seiner Ranch in Tryon.